# 腾奇特克别克·卡德尔曼别托维奇·乔罗特勤
腾奇特克别克·卡德尔曼别托维奇·乔罗特勤（又称“乔罗耶夫”），吉尔吉斯斯坦历史学家、新闻工作者；吉尔吉斯历史学会主席，吉尔吉斯国立大学教授。他是1989年至1992年吉尔吉斯斯坦青年政治运动的积极参与者之一，

## 生平
腾奇特克别克·卡德尔曼别托维奇·乔罗特勤于1959年3月28日出生在吉尔吉斯斯坦纳伦州纳伦区，1981年毕业于吉尔吉斯国立大学历史系；1998年4月10日，他在吉尔吉斯共和国国家科学院历史研究所通过博士论文答辩。